# Унна (район)
Унна (нем. Unna) — район в Германии. Центр района — город Унна. Район входит в землю Северный Рейн-Вестфалия. Подчинён административному округу Арнсберг. Занимает площадь 543 км². Население — 396,3 тыс. человек (2023). Плотность населения — 722 человека/км².
Официальный код района — 05 9 78.
Район подразделяется на 10 общин.

## Города и общины
1. Люнен (84 701)
2. Унна (58 893)
3. Бергкамен (48 349)
4. Шверте (46 323)
5. Камен (43 245)
6. Верне (29 482)
7. Зельм (25 636)
8. Фрёнденберг (20 688)
9. Бёнен (18 006)
10. Хольцвиккеде (16 701)

(30 июня 2013)